# Walter Burke
Walter Burke (New York, 25 agosto 1908 – Los Angeles, 4 agosto 1984) è stato un attore statunitense.
Ha recitato in 24 film dal 1948 al 1973 ed è apparso in oltre 120 produzioni televisive dal 1950 al 1980. È stato accreditato anche con il nome Walter L. Burke.

## Biografia
Walter Burke nacque nel distretto di Brooklyn a New York City, il 25 agosto 1908, da una famiglia di origine irlandese. Cominciò la sua carriera d'attore a teatro a Broadway.
Interpretò il ruolo di Tim Potter in 5 episodi della serie televisiva Black Saddle dal 1959 al 1960.
Passò gli ultimi anni insegnando recitazione in Pennsylvania. Morì a Los Angeles nel quartiere di Woodland Hills, il 4 agosto 1984 e fu seppellito al Laurelwood Cemetery di Stroudsburg, Pennsylvania.

## Filmografia

### Cinema
- La città nuda (The Naked City), regia di Jules Dassin (1948)
- Tutti gli uomini del re (All the King's Men), regia di Robert Rossen (1949)
- La strada del mistero (Mystery Street), regia di John Sturges (1950)
- La città nera (Dark City), regia di William Dieterle (1950)
- La città del terrore (The Killer That Stalked New York), regia di Earl McEvoy (1950)
- Double Deal, regia di Abby Berlin (1950)
- M, regia di Joseph Losey (1951)
- The Guy Who Came Back, regia di Joseph M. Newman (1951)
- Autopsia di un gangster (Never Love a Stranger), regia di Robert Stevens (1958)
- Il kimono scarlatto (The Crimson Kimono), regia di Samuel Fuller (1959)
- Che nessuno scriva il mio epitaffio (Let No Man Write My Epitaph), regia di Philip Leacock (1960)
- L'ammazzagiganti (Jack the Giant Killer), regia di Nathan Juran (1962)
- Beauty and the Beast, regia di Edward L. Cahn (1962)
- La conquista del West (How the West Was Won), regia di Henry Hathaway, John Ford (1962)
- The Three Stooges Go Around the World in a Daze, regia di Norman Maurer (1963)
- Letti separati (The Wheeler Dealers), regia di Arthur Hiller (1963)
- My Fair Lady, regia di George Cukor (1964)
- I dominatori della prateria (The Plainsman), regia di David Lowell Rich (1966)
- Fermi tutti, cominciamo daccapo! (Double Trouble), regia di Norman Taurog (1967)
- La folle impresa del dottor Schaefer (The President's Analyst), regia di Theodore J. Flicker (1967)
- Il dito più veloce del West (Support Your Local Sheriff!), regia di Burt Kennedy (1969)
- L'infallibile pistolero strabico (Support Your Local Gunfighter), regia di Burt Kennedy (1971)
- Chandler, regia di Paul Magwood (1971)
- L'assassino di pietra (The Stone Killer), regia di Michael Winner (1973)

### Televisione
- Lux Video Theatre – serie TV, un episodio (1950)
- Martin Kane, Private Eye – serie TV, un episodio (1951)
- Pulitzer Prize Playhouse – serie TV, un episodio (1951)
- Schlitz Playhouse of Stars – serie TV, un episodio (1952)
- Armstrong Circle Theatre – serie TV, un episodio (1952)
- Robert Montgomery Presents – serie TV, un episodio (1953)
- Danger – serie TV, 2 episodi (1954)
- The Elgin Hour – serie TV, un episodio (1955)
- The Jackie Gleason Show – serie TV, 2 episodi (1954-1955)
- The United States Steel Hour – serie TV, un episodio (1955)
- Star Tonight – serie TV, un episodio (1955)
- Kraft Television Theatre – serie TV, 2 episodi (1956)
- The Alcoa Hour – serie TV, 2 episodi (1956)
- Yancy Derringer – serie TV, episodio 1x19 (1959)
- Sugarfoot – serie TV, un episodio (1959)
- Alfred Hitchcock presenta (Alfred Hitchcock Presents) – serie TV, un episodio (1959)
- Tales of Wells Fargo – serie TV, episodio 3x36 (1959)
- L'uomo ombra (The Thin Man) – serie TV, episodio 2x31 (1959)
- Rescue 8 – serie TV, episodio 1x37 (1959)
- Mike Hammer – serie TV, un episodio (1959)
- Goodyear Theatre – serie TV, episodio 3x02 (1959)
- I racconti del West (Zane Grey Theater) – serie TV, 2 episodi (1959)
- The Lineup – serie TV, un episodio (1959)
- Lo sceriffo indiano (Law of the Plainsman) – serie TV, episodio 1x09 (1959)
- Alcoa Presents: One Step Beyond – serie TV, 2 episodi (1959)
- Johnny Staccato – serie TV, episodio 1x12 (1959)
- Black Saddle – serie TV, 5 episodi (1959-1960)
- I detectives (The Detectives) – serie TV, episodi 1x01-2x28 (1959-1961)
- Shotgun Slade – serie TV, un episodio (1960)
- This Man Dawson – serie TV, episodio 1x27 (1960)
- Peter Gunn – serie TV, episodi 1x12-2x19 (1958-1960)
- Mr. Lucky – serie TV, episodio 1x19 (1960)
- Tombstone Territory – serie TV, un episodio (1960)
- Ai confini della realtà (The Twilight Zone) – serie TV, un episodio (1960)
- Gli uomini della prateria (Rawhide) - serie TV, episodio 2x25 (1960)
- The Man from Blackhawk – serie TV, 2 episodi (1959-1960)
- Bourbon Street Beat – serie TV, 2 episodi (1960)
- The Alaskans – serie TV, 3 episodi (1959-1960)
- Assignment: Underwater – serie TV, un episodio (1960)
- The Islanders – serie TV, 2 episodi (1960)
- La valle dell'oro (Klondike) – serie TV, episodio 1x11 (1960)
- Two Faces West – serie TV, un episodio (1961)
- Hawaiian Eye – serie TV, episodio 2x19 (1961)
- Have Gun - Will Travel – serie TV, 2 episodi (1959-1961)
- Le grandi fiabe (Shirley Temple's Storybook) – serie TV, un episodio (1961)
- The Best of the Post – serie TV, episodio 1x23 (1961)
- Outlaws – serie TV, episodio 1x23 (1961)
- The Lawless Years – serie TV, un episodio (1961)
- 87ª squadra (87th Precinct) – serie TV, un episodio (1961)
- Lawman – serie TV, 4 episodi (1959-1961)
- General Electric Theater – serie TV, episodio 10x14 (1961)
- King of Diamonds – serie TV, un episodio (1962)
- The Jack Benny Program – serie TV, 2 episodi (1959-1962)
- Follow the Sun – serie TV, episodio 1x22 (1962)
- Thriller – serie TV, 2 episodi (1962)
- Ben Casey – serie TV, 2 episodi (1962)
- The Wide Country – serie TV, episodio 1x12 (1962)
- Fair Exchange – serie TV, 2 episodi (1962)
- Indirizzo permanente (77 Sunset Strip) – serie TV, 3 episodi (1960-1963)
- Empire – serie TV, un episodio (1963)
- Gli intoccabili (The Untouchables) – serie TV, 2 episodi (1961-1963)
- The Lloyd Bridges Show – serie TV, un episodio (1963)
- Vacation Playhouse – serie TV, un episodio (1963)
- Maggie Brown – film TV (1963)
- La legge del Far West (Temple Houston) – serie TV, episodio 1x04 (1963)
- Grindl – serie TV, un episodio (1964)
- La grande avventura (The Great Adventure) – serie TV, episodio 1x18 (1964)
- Sotto accusa (Arrest and Trial) – serie TV, episodio 1x23 (1964)
- The Outer Limits – serie TV, 2 episodi (1964)
- Il dottor Kildare (Dr. Kildare) – serie TV, un episodio (1964)
- Mickey – serie TV, un episodio (1964)
- Diamond Jim: Skulduggery in Samantha – film TV (1965)
- Vita da strega (Bewitched) – serie TV, un episodio (1965)
- I mostri (The Munsters) – serie TV, un episodio (1965)
- Branded – serie TV, episodio 1x15 (1965)
- The Smothers Brothers Show – serie TV, un episodio (1965)
- Le spie (I Spy) – serie TV, episodio 1x05 (1965)
- Batman – serie TV, 2 episodi (1966)
- Gli eroi di Hogan (Hogan's Heroes) – serie TV, un episodio (1966)
- La leggenda di Jesse James (The Legend of Jesse James) – serie TV, un episodio (1966)
- Perry Mason – serie TV, 5 episodi (1959-1966)
- The Lucy Show – serie TV, un episodio (1966)
- Il fuggiasco (The Fugitive) – serie TV, un episodio (1966)
- Death Valley Days – serie TV, 2 episodi (1964-1966)
- Lost in Space – serie TV, un episodio (1967)
- Laredo – serie TV, un episodio (1967)
- Rango – serie TV, episodio 1x17 (1967)
- Straniero (Stranger on the Run) – film TV (1967)
- Selvaggio west (The Wild Wild West) - serie TV, episodio 3x11 (1967)
- Viaggio in fondo al mare (Voyage to the Bottom of the Sea) – serie TV, un episodio (1968)
- Ironside – serie TV, un episodio (1968)
- Al banco della difesa (Judd for the Defense) – serie TV, un episodio (1968)
- Il grande teatro del west (The Guns of Will Sonnett) – serie TV, 3 episodi (1968)
- The Outsider – serie TV, episodio 1x26 (1969)
- La grande vallata (The Big Valley) – serie TV, 4 episodi (1966-1969)
- Daniel Boone – serie TV, un episodio (1969)
- Mr. Deeds Goes to Town – serie TV, un episodio (1969)
- Gunsmoke – serie TV, 5 episodi (1959-1969)
- Operazione ladro (It Takes a Thief) – serie TV, un episodio (1970)
- Il virginiano (The Virginian) – serie TV, un episodio (1970)
- Strega per amore (I Dream of Jeannie) – serie TV, un episodio (1970)
- Disneyland – serie TV, un episodio (1970)
- The Over-the-Hill Gang Rides Again – film TV (1970)
- F.B.I. (The F.B.I.) – serie TV, 2 episodi (1969-1971)
- Un vero sceriffo (Nichols) – serie TV, un episodio (1971)
- Missione Impossibile (Mission: Impossible) – serie TV, un episodio (1972)
- Mistero in galleria (Night Gallery) – serie TV, un episodio (1972)
- Adam-12 – serie TV, un episodio (1972)
- Longstreet – serie TV, un episodio (1972)
- Ghost Story – serie TV, un episodio (1972)
- Goodnight, My Love – film TV (1972)
- Hec Ramsey – serie TV, un episodio (1972)
- Bonanza – serie TV, 3 episodi (1961-1972)
- The Doris Day Show – serie TV, un episodio (1972)
- Love, American Style – serie TV, 2 episodi (1971-1973)
- Murdock's Gang – film TV (1973)
- Diana – serie TV, un episodio (1973)
- Sulle strade della California (Police Story) – serie TV, 2 episodi (1974-1976)
- Le strade di San Francisco (The Streets of San Francisco) – serie TV, un episodio (1976)
- Insight – serie TV, un episodio (1977)
- La gang della mano rossa (The Red Hand Gang) – serie TV, 3 episodi (1977)
- Grizzly Adams (The Life and Times of Grizzly Adams) – serie TV, un episodio (1978)
- Hello, Larry – serie TV, un episodio (1980)
- The Hustler of Muscle Beach – film TV (1980)